# 헤스티아

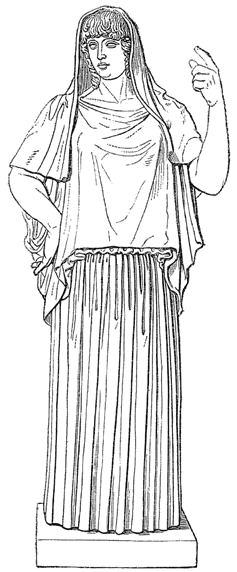
헤스티아

헤스티아(그리스어: Εστία)는 그리스 신화에 나오는 신들 가운데 하나로 화덕을 지키고 가정의 질서를 담당하는 여신이다. 로마 신화에 등장하는 베스타(라틴어: Vesta)와 동일시된다. 그녀의 이름은 그리스어로 화덕을 뜻한다. 레아와 크로노스 사이에 태어났으며, 제우스의 큰누나이다.
비록 신화에는 자주 등장하지 않으나 매일 아침 첫 공양물을 받는 중요한 지위를 지니고 있었다. 헤스티아가 관장하는 화덕은 당시 모든 가정과 신전의 중심이었으며, 여성의 생식기와 결부되어 여성성을 상징하기도 했다. 이는 남성성을 상징하는 기둥과 대조된다.
호메로스의 전설에 의하면 헤스티아는 포세이돈과 아폴론에게 구애를 받고 모두 거절하여 평생 처녀로 살겠다는 맹세를 했다.

## 같이 보기
- 조왕신
- https://www.quora.com/What-powers-did-the-Greek-goddess-Hestia-have